# Villorba
Villorba es una comuna de más de 18.000 habitantes de la provincia de Treviso, en el Véneto. Está situada a 35 km al norte de Venecia y a 8 km al norte de Treviso.

## Historia
La presencia humana en la edad romana fue relevante debido a la cercanía con el municipium de Treviso. En la Edad Media se tenía conocimiento de una antigua villa romana en la localidad de Casal Vecchio. El nombre de la ciudad fue mencionado por primera vez en un documento de 982, cuando pertenecía al Sacro Imperio Romano Germánico.

## Evolución demográfica
| Gráfica de evolución demográfica de Villorba entre 1861 y 2001 |
|                                                                |
| Fuente ISTAT - elaboración gráfica de Wikipedia                |

## Deporte
En esta comuna se encuentra el Palaverde, es un pabellón en el que disputan sus encuentros el 
Sisley Treviso de voleibol y la Benetton Treviso de baloncesto.

## Ciudades hermanadas
- Arborea (OR)